# マス大山カラテスクール
マス大山カラテスクール（ますおおやまからてすくーる）は、大山倍達と梶原一騎らが主催していた空手の通信教育学校。1972年創設。

## 概要
『週刊少年マガジン』の連載漫画『空手バカ一代』の人気に合わせて、極真空手の普及を目指す大山のアイデアによって設立された。スクール事務局と実技道場は梶原プロダクション内に置かれ、校長は大山、技術部長を梶原の実弟である真樹日佐夫が務め、テキストの演武者には、今や一大流派をなしそれぞれ館長として独自に活躍する大御所が名を連ねていた。当時のテキストは2004年5月にDVD付き書籍として復刻されている。
実技道場では山崎照朝が師範代、鈴木浩平が指導員を務めた。